# Valverde de la Vera
Valverde de la Vera és un municipi de la província de Càceres, a la comunitat autònoma d'Extremadura (Espanya).

## Evolució Demogràfica
| Evolució Demogràfica entre 1981 i 2005 (segons INE) | Evolució Demogràfica entre 1981 i 2005 (segons INE) | Evolució Demogràfica entre 1981 i 2005 (segons INE) | Evolució Demogràfica entre 1981 i 2005 (segons INE) | Evolució Demogràfica entre 1981 i 2005 (segons INE) |
| --------------------------------------------------- | --------------------------------------------------- | --------------------------------------------------- | --------------------------------------------------- | --------------------------------------------------- |
| 1981                                                | 1991                                                | 1996                                                | 2001                                                | 2005                                                |
| 789                                                 | 655                                                 | 594                                                 | 570                                                 | 618                                                 |